# C/2011 L4
El cometa C/2011 L4 (PANSTARRS), es un cometa no periódico descubierto en junio de 2011, que fue visible a simple vista cuando estaba cerca del perihelio en marzo de 2013. El cometa fue descubierto usando el telescopio Pan-STARRS situado cerca de la cumbre del Haleakala, en la isla de Maui en Hawái. 

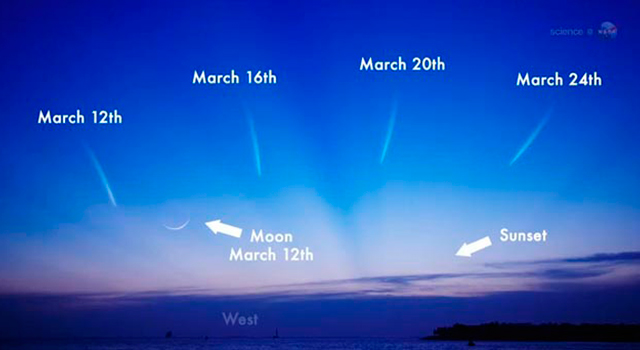
Para observadores del hemisferio Norte, El cometa PANSTARRS se vio muy cerca de la luna nueva creciente los días 12 y 13 de marzo de 2013.